# Ruen (ort)
Ruen (bulgariska: Руен) är en ort i Bulgarien.   Den ligger i kommunen Obsjtina Ruen och regionen Burgas, i den östra delen av landet, 300 km öster om huvudstaden Sofia. Ruen ligger 205 meter över havet och antalet invånare är 2 339.
Terrängen runt Ruen är kuperad västerut, men österut är den platt. Ruen ligger nere i en dal. Närmaste större samhälle är Ajtos, 11,4 km söder om Ruen.
Trakten runt Ruen består till största delen av jordbruksmark. Runt Ruen är det ganska tätbefolkat, med 67 invånare per kvadratkilometer.